# Rahkessaari
Rahkessaari är en ö i Finland. Den ligger i Kymmene älv och i kommunen Kouvola i den ekonomiska regionen  Kouvola ekonomiska region  och landskapet Kymmenedalen, i den södra delen av landet, 120 km nordost om huvudstaden Helsingfors. Öns area är 18,9 hektar och dess största längd är 0,8 kilometer i öst-västlig riktning.